# Lovec draků
Lovec draků (anglicky The Kite Runner) je částečně autobiografický román od amerického spisovatele afghánského původu Khaleda Hosseiniho. Je vyprávěn retrospektivně v ich-formě. Román vyšel 29. května 2003 v New Yorku. V češtině vyšel román roku 2009 přeložen Evou Kondrysovou.

## Děj
V roce 2001 v San Francisku autor sedí na lavičce a pozoruje létající papírové draky a vzpomíná na své dětství v Kábulu roku 1975.
Amír (Hosseiniho sebestylizace) a Hasan jsou přátelé, Hasan, Hazár, je zároveň Amírovým sluhou. Žije s otcem Alím. Hasan se narodil roku 1964, jeho matka Sanaubar utekla po porodu. Amír žije také jen s otcem, jemuž neřekne jinak, než Bábá (přezdívka vznikla, když ho jeho přítel Rahím Chán označil jako „Túfan Ághá“ – Pán vichrů) a stejně jako Hasan nepoznal svou matku, Sofii Akramiovou – učitelku perské literatury, protože zemřela při porodu. Hasan jako první slovo vyslovil Amírovo jmeno, Amír jméno svého otce, měli stejnou kojnou, často si spolu hráli, chodili do kina, byli téměř jako bratři. Amír velmi rád četl (Rúmího, Hafíze, Huga, Verna, Twaina, Fleminga aj.), jednou omylem vyslechl rozhovor Bábá s Rahímem, zjistil tak, že ho Bábá nepovažuje za pravého muže, povahově mu je bližší Hasan, z toho důvodu začal Amír na Hasana žárlit, velmi toužil, aby na něj byl jeho otec pyšný. Přátelství chlapců začíná slábnout, Hasan by pro Amíra klidně zemřel, on jím ale začíná opovrhovat.
Amíra s Hasanem přepadnou starší kluci, Ásef, Walí a Klamal, schyluje se k fyzické potyčce, ale Hasanovi se je podaří s pomocí praku zahnat, zachránil tak Amíra, ale získal nepřátele. Kamarádi spolu bojují s draky, Amírovi se podaří vyhrát, jeho výhra v podobě modrého draka, kterého spolu s Hasanem vybojoval, uletí. Hasan se ho vydává hledat, draka najde, narazí ale na Ásefa Walího a Klamala, chtějí, aby jim odevzdal draka, Hasan jim odmítá dát Amírovu výhru a tak ho Ásef znásilní, draka Hasanovi ponechali. Amír je ukrytý za rohem a všechno pozoruje, Hasanovi ale ze strachu nepomůže. Přátelství chlapců je definitivně zničeno, Hasan se nikomu nesvěřil, s tím, co se mu stalo, neví, že se Amír stal svědkem hrůzného činu. Amír se stydí, že Hasanovi nepomohl a nikomu nic neřekne.
Amír se snaží s Hasanem stýkat co nejméně, začíná psát povídky, s Bábá jede za přáteli do Džaláládádu. Na oslavě Amírových narozenin Hasan obsluhuje hosty, Amír se setká s Ásefem, který Amíra urazí a obdaruje ho knihou – životopisem Adolfa Hitlera. Bábá daroval Amírovi hodinky, které Amír podstrčil Hasanovi, poté na Hasana svedl, že je ukradl. Hasan se, i přestože byl nevinný, přiznal ke krádeži a opět se tak pro Amíra obětoval. Bábá Hasanovi odpustil, ale Hasan s Alím přesto odcházejí z domu do Hažáradžatu za příbuznými.
Roku 1981 v březnu je Kábul okupován Šoraví, Bábá s Amírem emigrují do Pákistánu, posléze do Kalifornie. Bábá sice snil o Americe, ale když v ní žil, tak ho zklamala, Jimmyho Cartera nazval „zubatým kreténem“ s Reaganovou politikou ale vcelku souhlasil, pracoval na čerpací stanici ve Fremontu. V roce 1983 bylo Amírovi dvacet let, když úspěšně odmaturoval, Bábá mu koupil ojetý Ford Grand Torino. Posléze Bábá i s Amírem prodávali na bleším trhu, seznámili se generálem Táherí Táhgereiem a jeho dcerou Sorajjou (studentka anglického tvůrčího psaní), do které se Amír zamiloval, její otec, ale jejich lásce nepřeje. Bábá onemocní rakovinou plic, chemoterapii a později i ozařování odmítá. Umírá. Generála požádal o ruku jeho dcery pro Amíra, jež ho o to požádal. Generál jim dá svolení. Sorajja se před svatbou Amírovi svěřuje, že v osmnácti utekla z domu s Afgháncem, který fetoval, a žili spolu asi měsíc. Novomanželé žijí spolu s Bábá, ten po měsíci umírá, Manželé se stěhují do bytu poblíž generálova domu, Amír je přijat na univerzitu v San José (hlavní obor angličtina), pracuje jako noční hlídač a začíná psát svůj první román, který vychází roku 1989, v Afghánistánu právě zuří občanská válka. Amír se Sorajjou se marně pokoušejí o dítě, ale Sorajja je neplodná. V červnu roku 2001 se Amír dozvídá, že Rahím Chán je smrtelně nemocen, odjíždí tedy do Pákistánu, kde Tálibán dokonce zničil i sirotčinec, který Bábá založil. Rahím vypráví, že Alího zabila mina Hasan je ženat s Farzánou a má i syna Sohrába (pojmenován, podle oblíbené postavy ze Šáhnámy). Hasan se sám naučil číst a psát a setkal se s matkou Sanaubar. Hasana i Farzánu zastřelil Táliban. Sohráb se dostal do sirotčince, Rahím požádal Amíra, aby odvezl k adopci k manželům Caldwellovým. Amír také zjišťuje, že Hasan je jeho nevlastním bratrem, Alí byl neplodný, Hasanovým otcem je Bábá.

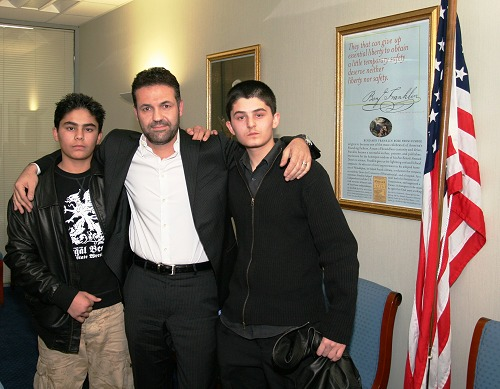
Khaled Hosseini s představiteli Assefa (Elham Ehsas – vpravo) a Waliho (Bahram Ehsas) z filmu Lovec draků

Amír tedy jede Sohrába vyzvednout, ale v sirotčinci již není, ředitel sirotčince Zamán se jim svěří, že občas prodá dítě a za peníze koupí jídlo pro ostatní děti. Sirotčinec vede bez nároku na mzdu – vše, co měl, prodal, aby nakrmil děti. Kdyby dítě odmítl prodat, Táliban by si je stejně vzal a možná i více a možná by i ostatní děti zastřelili. Amír nakonec Sohrába najde v moci Ásefa, který se přidal k Tálibanu. Zjišťuje, že rodinu Caldwellových si Rahím vymyslel, aby Amír Sohrába zachránil. Amír se rozhodne Sohrába adoptovat, jenže osvojení je provázeno mnoha těžkostmi a nejjednodušší by bylo umístit Sohrába na chvíli do sirotčince. Amír ale slíbil, že do dětského domova Sohráb už nikdy nepůjde. Sohráb po zjištění o možnosti sirotčince v emočním závalu usne. Ten večer si podřeže žíly. Sohráb je odvezen do nemocnice, Amír je zoufalý a poprvé po dlouhé době se pomodlí za záchranu Sohrába. Sohráb přežije, ale ztratí naději a přestane mluvit. Amír se Sorajjou tedy Sohrába adoptují, ale chlapec stále nekomunikuje a je apatický.
Kniha končí oslavou afghánského nového roku v březnu 2002, kde Amír se Sohrábem pouštějí draky. Tehdy se do chlapcových očí znovu vrátí jiskra a usměje se.

## Filmová adaptace
V roce 2007 byla kniha zfilmována, pod stejným názvem, v režii Marca Forstera, podle scénáře Davida Benioffa, v hlavních rolích hrají: Khalid Abdalla, Atossa Leoni, Shaun Toub. Film byl nominován na Oscara (Hudba).